# ルレオ
ルレオまたはルーレオ(Luleå スウェーデン語: [ˈlʉːlɛo] ( 音声ファイル))は、スウェーデン北部ノールボッテン県(Norrbotten län)にある都市で、同県の県都。沖合にある800ほどの島も含む。

## 地理
ルーレ川の河畔に位置し、ボスニア湾に面している。キルナからの鉄鉱石を輸送する上の重要な港である。冬季は海が凍るため、砕氷船が待機する。沖合の島との行き来は、氷上を自動車で移動する。

## 歴史
13世紀から15世紀の中世の時代、ルレオは重要な港町であった。17世紀にスウェーデン王グスタフ2世アドルフにより町としてロイヤル・チャーターを授かる。この時、ルーレオ教会を中心に形作られたのがガムラスタン（旧市街）である。1649年、町は現在の場所に移動。「ガンメルスタードの教会街」は、1996年にユネスコ世界遺産に登録された。

## 交通
- ルレオ空港
- ルーレオ駅
- オーフォート鉄道

## 姉妹都市
- ムルマンスク

## 出身の人物
- ロード・アーリマン - ダーク・フューネラルのギタリスト